# Святогірський державний історико-архітектурний заповідник
Святогірський державний історико-архітектурний заповідник (СДІАЗ) — комплекс пам'яток історії та культури XVII—XX ст.

## Розташування
Розташований біля підніжжя крейдяних (Святих гір), на правому березі річки Сіверський Донець (біля міста Святогірськ, Донецька область, Україна)
Створений у 1980 р. постановою Уряду УРСР.

## Склад заповідника

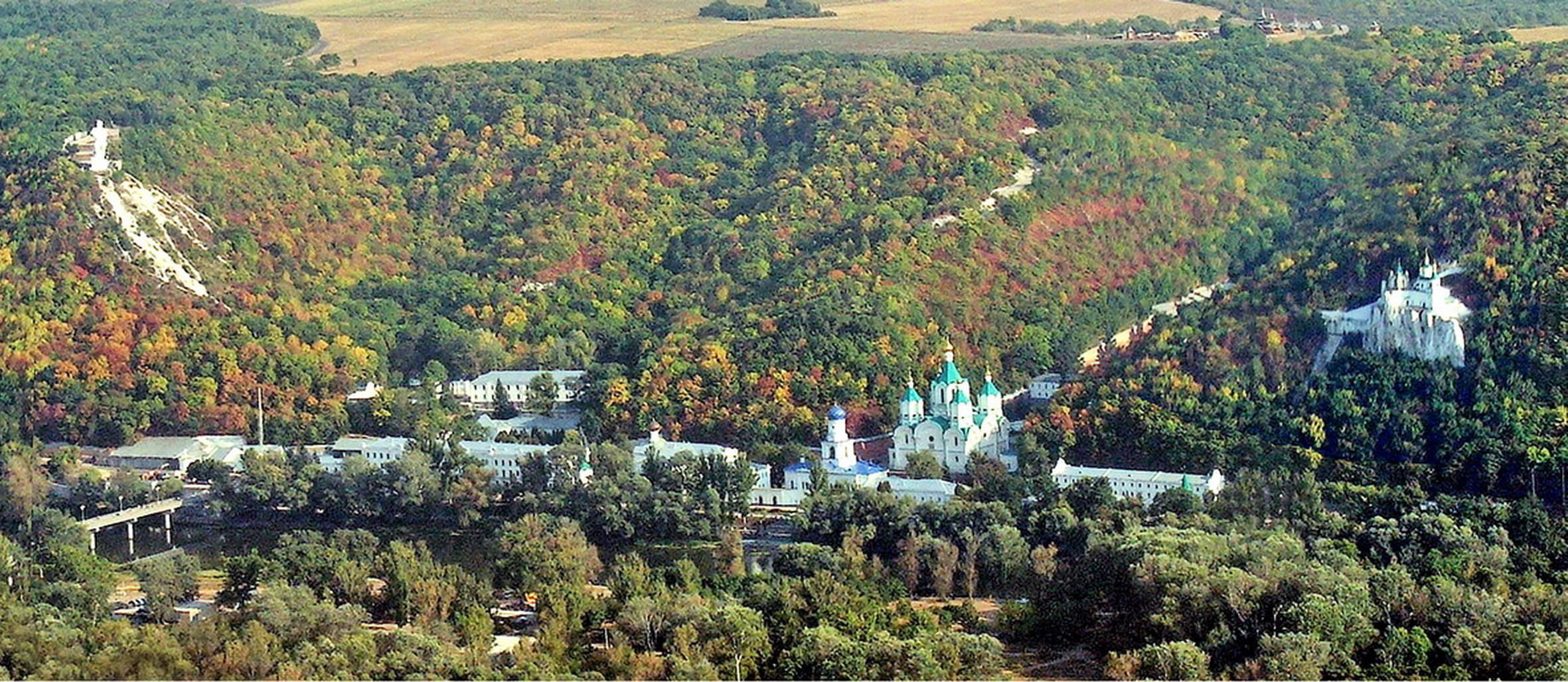
Загальна панорама на комплекс пам'яток Святогірського заповідника. Вид із півночі

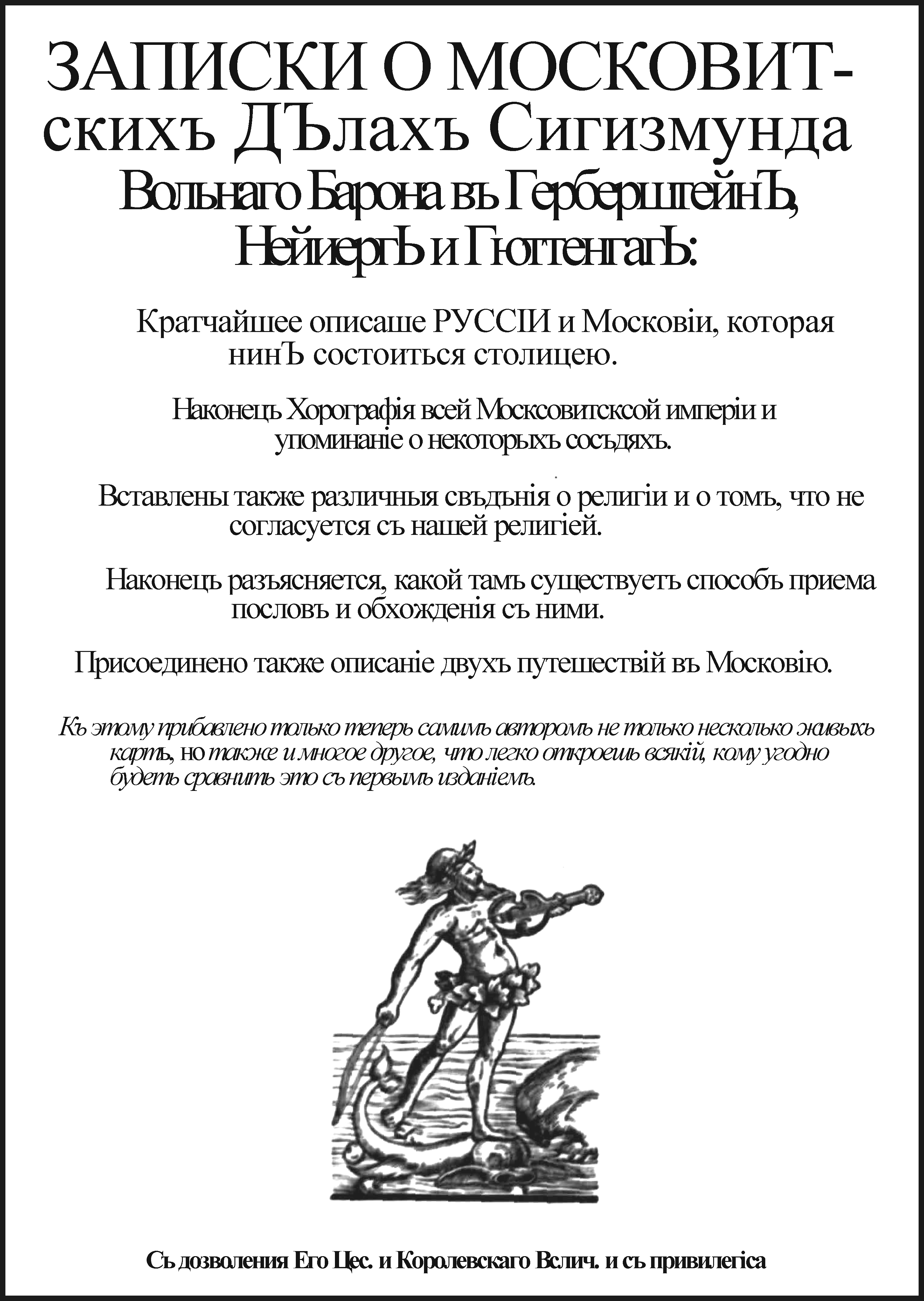
Обкладинки книги Герберштейна, де є перша письмова згадка про Святі гори

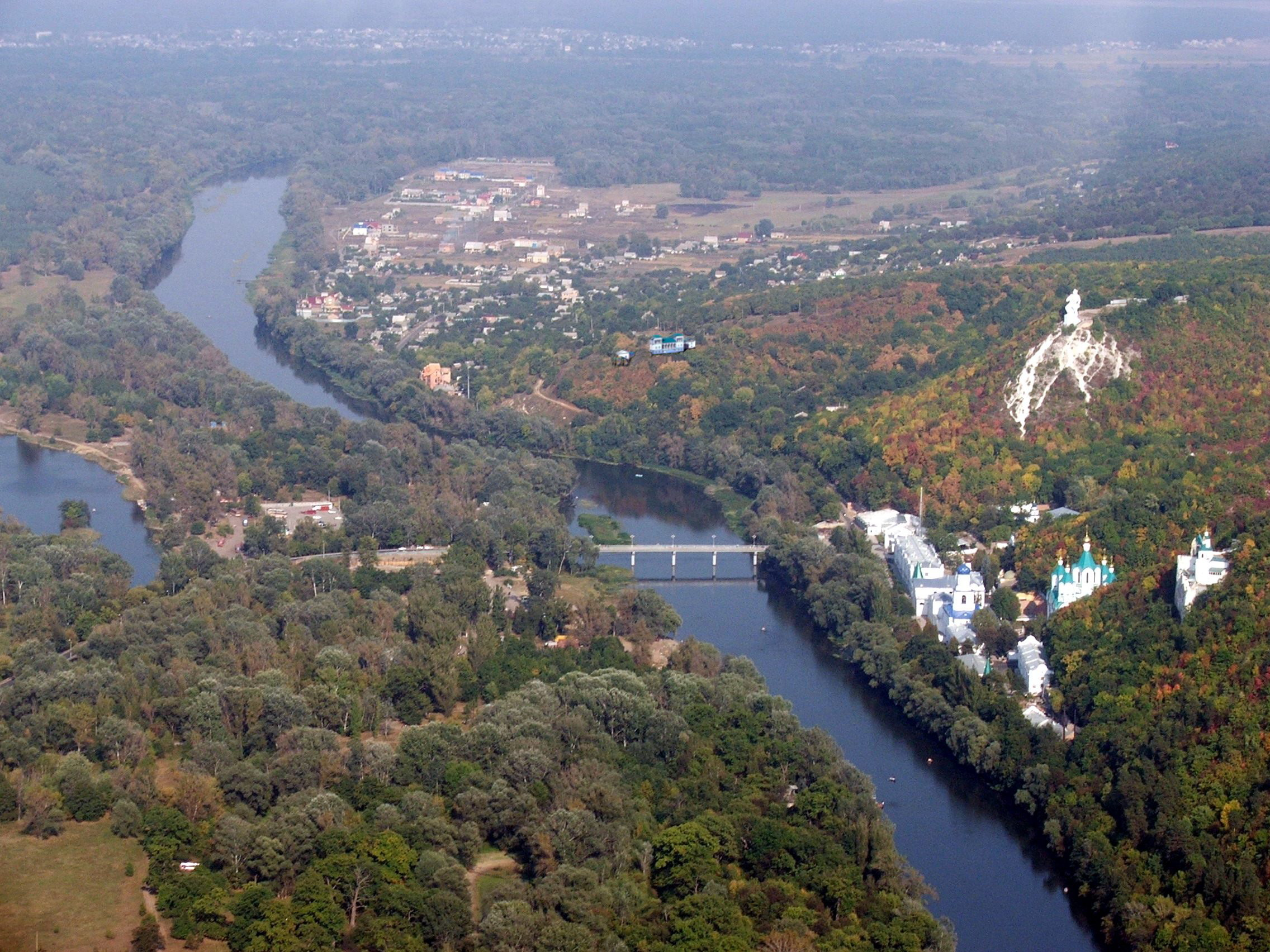
Загальний вид на комплекс пам'яток Святогірського заповідника. Вид із заходу

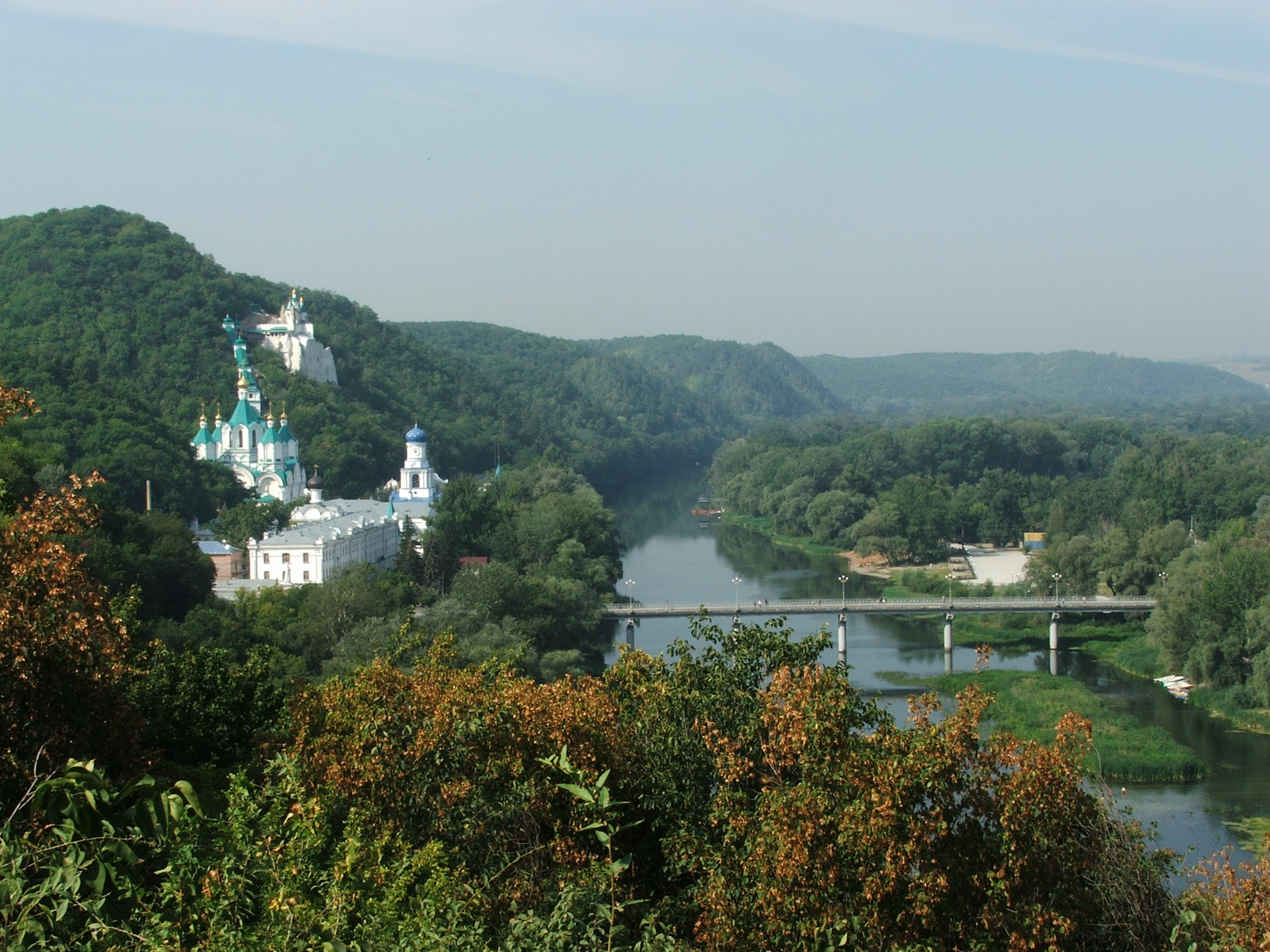
Загальний вид на комплекс пам'яток Святогірського заповідника. Вид із гори Артема

Основою заповідника є комплекс пам'яток історії та культури XVII—XIX ст. Святогірської Свято-Успенської Лаври, пам'ятки монументального мистецтва — пам'ятник Артему (Ф. А. Сергєєву) 1927 року скульптора І. П. Кавалерідзе, Меморіальний комплекс періоду німецько-радянської війни на горі Артема, пам'ятник на могилі лейтенанта В. М. Камишева (Дуб Камишева).
Вже на поч. XVII ст. існував православний Успенський монастир в печерах крейдяної скелі, який об'єднував біля кілометра підземних лабіринтів, печерні храми, келії, трапезну та ніші для поховання ченців. Справжньою перлиною заповідника є Миколаївська церква XVII ст. — унікальна цегляна споруда з крейдяним вівтарем, яка відтворює в камені традиції дерев'яної народної архітектури і засвідчує неперевершеність українського бароко в часи його найвищого розквіту. Всього до комплексу пам'яток історії та культури заповідника входять 30 об'єктів: Успенський собор, Покровська церква, Андріївська каплиця на крейдяній скелі, Печерник, Башти огорожі, Кирило-Мефодіївські сходи, Будинок настоятеля, меморіальна зона поховань відомих родин XIX ст.: Голіциних, Куракіних, Платових, Іловайських та ін. Більша частина цих унікальних пам'яток архітектури зараз відреставрована і входить до національного культурного надбання України.
У 2004 р. були досліджені залишки садиби XIX ст. Потьомкіних (передані до складу заповідника). На території заповідника діють музейні виставки, які суттєво доповнюють відомості про історичне минуле Святих гір.

### Історичні відомості
Початковий період формування монастирського комплексу припадає на час заселення «дикого поля» козацтвом і створення перших сторож Російською імперією, на прикордонних з Кримським ханством територіях наприкінці XV — поч. XVI ст.
Перші історичні відомості про Святі гори датуються 1526 роком, коли німецький дипломат З. Герберштайн, а потім літописи від 1541 і 1555 років згадують про наявність переправи через Донець і сторожового пункту біля Святих гір. У першій чверті XVII ст. вже існував православний монастир у Святих горах, іменований у документах — Святогірська пустинь Пречистої Богородиці. Як і п'ять сторіч тому, зупиняє на собі погляд білий крейдяний стрімчак, всередині якого збереглися печерні храми, келії, усипальні, лабіринти ходів. Загальна довжина збережених печерних споруд сягає 900 м, а обсяг 2,5 тис. м.
Композиційно-планувальна структура печер свідчить про існування тут колись обителі гуртожиткового типу з кількістю ченців до 20 осіб. Перший відомий документ про Святогірську пустинь датується 1620 роком, коли ігумен Єфрем з 12 ченцями отримали жалувану грамоту від царя Михайла Федоровича на отримання грошей та хліба з казни.
Ймовірно до цього ж періоду відносяться і інші печерні споруди в Святих Горах, келії ченців-пустельників, підземна церква, яка отримала в XIX ст. ім'я преподобних Києво-Печерських ченців Антонія і Феодосія.
Справжньою перлиною заповідника є Миколаївська церква, створена невідомими майстрами на вершині крейдяної скелі наприкінці XVII в. Це унікальна цегляна споруда з крейдяним вівтарем відтворює в камені традиції дерев'яної народної архітектури в період найвищого розквіту українського бароко в архітектурі.
Будівництво монастирського комплексу біля підніжжя крейдяної скелі відноситься до початку XVIII століття, коли пожертвами ізюмського полковника Ф. Шидловського зводиться кам'яний Успенський собор та інші споруди обителі.
Розвиток архітектурного ансамблю в стилі українського бароко XVIII ст. було перервано закриттям монастиря в 1787 р. за Указом Катерини II про секуляризацію церковних земель. Майно обителі разом із земельними володіннями в 30 тис. гектар опинилися у володінні ясновельможного князя Григорія Потьомкіна-Таврійського.
Поновлення Успенського монастиря відбулося в 1844 році з ініціативи власників Святогірського маєтку А. М. і Т. Б. Потьомкіних.
Успенський собор та інші будівлі монастирського комплексу XVIII ст. не збереглися після кардинальної реконструкції Святогірського ансамблю в сер. XIX століття. У 1850 р. за проєктом архітектора Тона Андрія Андрійовича зводять Покровську церкву із дзвіницею, у 1859—1868 рр. — новий Успенський собор у псевдовізантійському стилі (автор проєкту, архітектор О. М. Горностаєв). До 50-х років XIX ст. відносяться такі оригінальні споруди Святогірського архітектурного комплексу, як Андріївська каплиця на крейдяній скелі, печерник із входами в печери, будинок настоятеля, казначейський корпус, Кирило-Мефодіївська драбина на вершину скелі з Миколаївською церквою, монастирська огорожа з вежами. У 2-ій пол. XIX ст. завершується формування архітектурного ансамблю монастиря будівництвом готельного, господарського двору і келійних корпусів. Тоді ж біля входу до церкви преп. Антонія і Феодосія формується меморіальна зона поховань відомих князівських і дворянських родів XIX в. — Голіциних, Куракіних, Платових, Іловайських тощо.
Усього в XIX столітті було побудовано понад 40 будівель і споруд, які разом із пам'ятками XVII ст. крейдяної скелі створили унікальний архітектурний ансамбль у ландшафті Святих гір.
Надзвичайно гарна місцевість, легендарна історія, святі реліквії і чудотворні образи св. Миколи, Святогірської Божої Матері привертали у Святі гори не тільки паломників, а й відомих діячів культури, письменників, поетів, художників, музикантів. У різний час тут бували і залишили нащадкам свою творчу спадщину Григорій Сковорода, Антон Чехов, Іван Бунін, Василь Немирович-Данченко, Федір Тютчев, Марина Цвєтаєва.
У музеях і приватних колекціях зберігаються Святогірські пейзажі Іллі Рєпіна, С. Василевського, О. Гине, Ю. Федерса, В. Зарубіна, М Ткаченко тощо.
Незважаючи на руйнівні процеси XX століття і закриття в 1922 році Святогірського монастиря, значна частина пам'яток історії та культури збереглася і реставрована в період 1980—2010 рр. Історію Святих гір показано засобами музейної експозиції. На території заповідника діє історичний музей та виставкові зали.
Крім пам'яток Святогірського монастиря XVII—XIX ст., до складу історико-архітектурного заповідника увійшли такі об'єкти культурної спадщини як пам'ятник Артему (1927 р. скульп. І. П. Кавалерідзе), меморіал Великої Вітчизняної війни на горі Артема, пам'ятник-могила лейтенанта В. М. Камишева (Дуб Камишева), руїни втраченої садиби XIX в. власників Святогірського маєтку Потьомкіних.

## Адреса
Адреса заповідника: 84130, Україна, Донецька область, м. Святогірськ, вул. Зарічна 3.